# レッドウッド郡 (ミネソタ州)
レッドウッド郡 (Redwood County) はアメリカ合衆国ミネソタ州に位置する郡である。2000年現在、人口は16,815人である。郡庁所在地はレッドウッドフォールズである。 en:Lower Sioux Indian Reservationはこの郡内に置かれている。

## 地理
アメリカ合衆国統計局によると、この郡は総面積2,282 km2 (881 mi2) である。このうち2,278 km2 (880 mi2) が陸地で、総面積の0.17%にあたる4 km2 (2 mi2) は水面である。レッドウッド川 (w:Redwood River) はミネソタ川へこの郡を通って流れている。

### 隣接する郡
- レンビル郡  (北)
- ブラウン郡  (東)
- コットンウッド郡  (南)
- マレー郡 (Murray County) (南西)
- リオン郡  (西)
- イエローメディシン郡 (Yellow Medicine County)  (北西)

## 人口動勢
2000年現在の国勢調査で、人口16,815人、6,674世帯、および4,524家族が住む。人口密度は7/km2 (19/mi2) である。3/km2 (8/mi2) の平均的な密度に7,230軒の住宅が建っている。人種構成は白人94.97%、アフリカン・アメリカン0.13%、先住民3.24%、アジア0.32%、太平洋諸島系0.07%、その他の人種0.43%、および混血0.85%である。人口の1.14%はヒスパニックまたはラテン系である。
住民は26.50%が18歳未満の未成年、18歳以上24歳以下が6.60%、25歳以上44歳以下が24.80%、45歳以上64歳以下が22.70%、および65歳以上が19.30%にわたっている。中央値年齢は40歳である。女性100人ごとに対して男性は99.70人である。18歳以上の女性100人ごとに対して男性は96.50人である。
世帯ごとの平均的な収入は37,352米ドルであり、家族ごとの平均的な収入は46,250米ドルである。男性は30,251米ドルに対して女性は21,481米ドルの平均的な収入がある。1人当たりの収入 (per capita income) は18,903米ドルである。人口の7.70%および家族の5.50%は貧困線以下である。全人口のうち18歳未満の8.30%および65歳以上の8.80%は貧困線以下の生活を送っている。

## 都市および町

### 都市
- Belview
- Clements
- Delhi
- Lamberton
- Lucan
- Milroy
- Morgan
- レッドウッドフォールズ †
- Revere
- Sanborn
- Seaforth
- Vesta
- Wabasso
- Walnut Grove
- Wanda

### 郡区
- ブルックビル郡区
- チャールズタウン
- Delhi Township
- Gales Township
- Granite Rock Township
- Honner Township
- ジョンソンビル郡区
- Kintire Township
- Lamberton Township
- Morgan Township
- New Avon Township
- North Hero Township
- Paxton Township
- レッドウッドフォールズ郡区
- Sheridan Township
- Sherman Township
- Springdale Township
- Sundown Township
- Swedes Forest Township
- Three Lakes Township
- アンダーウッド郡区
- Vail Township
- Vesta Township
- Waterbury Township
- ウエストライン郡区
- Willow Lake Township

† レッドウッドフォールズのごく一部はレンビル郡に広がっている。